# Elsie Mackay

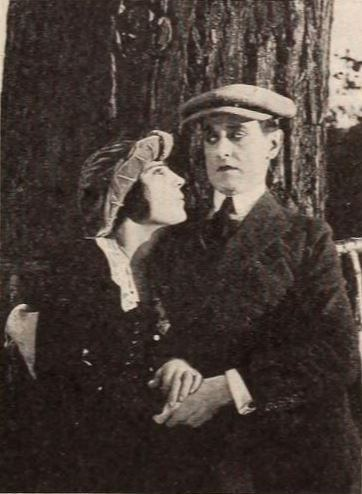
Elsie Mackay alias Poppy Wyndham in dem Stummfilm Nothing But the Truth aus dem Jahre 1920, mit Taylor Holmes

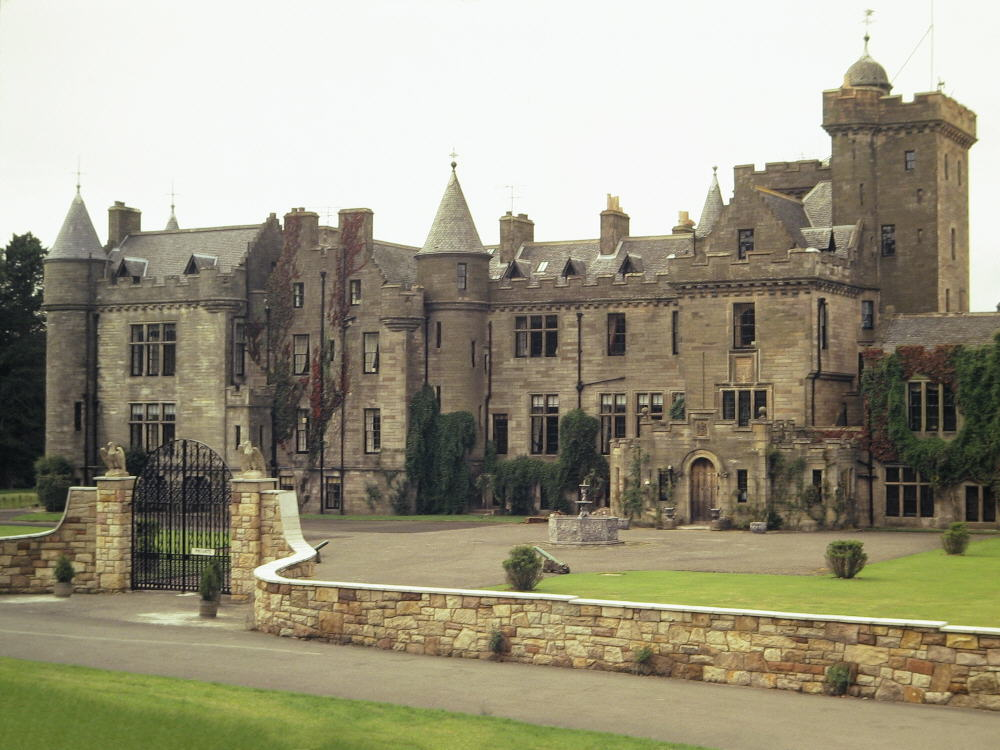
Glenapp Castle, Wohnsitz der Familie von Elsie Mackay, 1970

Elsie Mackay (* 21. August 1893 in Shimla, Britisch-Indien; † ≈ 13. März 1928 im Atlantik vor Irland) war eine britische Luftfahrtpionierin, Schauspielerin, Innenausstatterin und Angehörige der britischen High Society. Sie starb während des Versuchs, als erste Frau mit einem Flugzeug den Atlantik zu überqueren.

## Biographie

### Familie und Beruf
Elsie Mackay war die Tochter von Jean Paterson Shanks und James Mackay, ab 1911 Baron Inchcape of Strachnaver und ab 1929 1. Earl of Inchcape of Stranaver. Sie wurde in Indien geboren, doch ihre Familie kehrte nach Großbritannien zurück, als sie noch ein Säugling war. Elsie hatte drei Schwestern und einen Bruder, den späteren 2. Earl of Inchcape. Die Kinder wuchsen in äußerst wohlhabenden Verhältnissen und in einer warmherzigen, liebevollen Atmosphäre auf. Die Familie lebte in London und im schottischen Glenapp Castle. Lord Inchcape, der mit zwölf Jahren Vollwaise geworden war und sich aus einfachen Verhältnissen in Schottland hochgearbeitet hatte, war Präsident der Peninsular and Oriental Steam Navigation Company (P&O). Während seiner Zeit in Indien war er Präsident der bengalischen Handelskammer, Mitglied der gesetzgebenden Versammlung des Vizekönigs von Indien sowie Mitglied des Council of the Secretary of State for India. Er galt als einer der einflussreichsten Geschäftsmänner des British Empire. Elsie wurde als ebenso tatkräftig und entschlossen wie ihr Vater charakterisiert. Eine Zeitung schrieb, sie sei „exemplifying the phenomen ot the ‚New Woman‘ in post-war Britain“ („beispielhaft für das Phänomen der ‚New Woman‘ im Nachkriegs-Britannien“).
Während des Ersten Weltkriegs eröffnete Lady Inchcape, die Mutter von Elsie, in London ein Lazarett für Offiziere. Elsie und ihre Schwestern waren dort ehrenamtlich als Krankenschwestern tätig. Sie verliebte sich in einen der Patienten, den südafrikanischen Offizier Dennis Wyndham mit abenteuerlichem Lebenslauf, der im zivilen Leben Schauspieler war. Als Wyndham im November 1916 bei Elsie Mackays Vater um deren Hand anhielt, lehnte dieser ab, woraufhin die Tochter erkrankte. Am 23. Mai 1917 heiratete sie Wyndham gegen den Willen ihres Vaters dennoch in der St Aloysius Church in Glasgow, nachdem ein erster Heiratsversuch in London unter dramatischen Bedingungen von ihrem Vater verhindert worden war. Daraufhin soll sie (vorläufig) enterbt worden sein.
In der Zeit von 1919 bis 1921 arbeitete Elsie Wyndham als Schauspielerin und trat auf der Bühne und in Stummfilmen unter dem Namen Poppy Wyndham auf, in denen sie selbst auch „haarsträubende Stunts“ machte. Bei Dreharbeiten zu ihrem ersten Film The Great Coup fing ihr Kleid Feuer. Ihr Ehemann rettete ihr das Leben, indem er die Flammen erstickte, und verbrannte sich dabei selbst an Händen und Armen. Die Ehe mit Wyndham scheiterte nach wenigen Jahren, und 1922 wurde sie auf Betreiben ihres Vaters annulliert. Die Annullierung war angeblich möglich, weil Elsie Mackay bei der Eheschließung in Schottland falsche Angaben gemacht hatte und die Ehe von daher rechtlich ungültig war. Ihre Biographin Jayne Baldwin nimmt an, dass die aus komfortabelsten Verhältnissen stammende Elsie sich letztlich nicht mit einem Leben an der Seite eines nur mäßig erfolgreichen Schauspielers abfinden konnte, nachdem der Nervenkitzel einer unerwünschten Verbindung abgeklungen war.
Nach dem Ende ihrer Ehe nahm Elsie Mackay ihren Geburtsnamen wieder an. Anlässlich ihrer Rückkehr in den Schoß der Familie gab ihre Mutter Lady Inchcape im Juli 1922 einen pompösen Ball, bei dem Elsie ein Kleid aus rosafarbenen und goldfarbenem Brokat über einem Unterkleid aus silberner Spitze trug. Unter den Gästen befanden sich die Botschafter von Frankreich und Serbien, Prinz Paul von Jugoslawien sowie Angehörige des britischen Hochadels.
Anschließend beauftragte ihr Vater Elsie, Einrichtungen für die Schiffe von P&O zu entwerfen; dafür arbeitete sie mit den exklusiven Innenausstattern Waring & Gillow zusammen. Regelmäßig begann sie ihren Dienst morgens um 6 Uhr und erwartete diesen Arbeitsbeginn auch von ihren Mitarbeitern. Im Jahr 1923 war die Maloja ihr erstes Projekt, 1925 stattete sie die Schiffe Rawalpindi, Ranchi, Ranpiri, Cathay, Chitral und Rajputana aus und 1927 die Viceroy of India. Ihre modernen Einrichtungsideen wurden in den Zeitungen gelobt. Einen altgedienten Skipper soll allerdings angesichts der Einrichtung eines Schiffes von Elsie laut Zeitungsberichten „fast der Schlag getroffen“ haben.
Die Times schrieb über Elsie Mackay: „Dark, not unattractive, graceful, habitually well-gowned and bejewelled, Miss Mackay was the envy of every woman. Her silver Rolls-Royce flashed at breakneck speed. Her horses invariably galopped.“ („Dunkelhaarig, nicht unattraktiv, anmutig, stets gut gekleidet und Juwelen tragend, zog sie den Neid jeder Frau auf sich. Ihr silberner Rolls-Royce schoss in halsbrecherischem Tempo vorbei. Ihre Pferde galoppierten immer.“) Die Zeitung Manchester Guardian bezeichnete sie als „eine der bestgekleideten Frauen der Londoner Gesellschaft“.

### Die gescheiterte Atlantiküberquerung

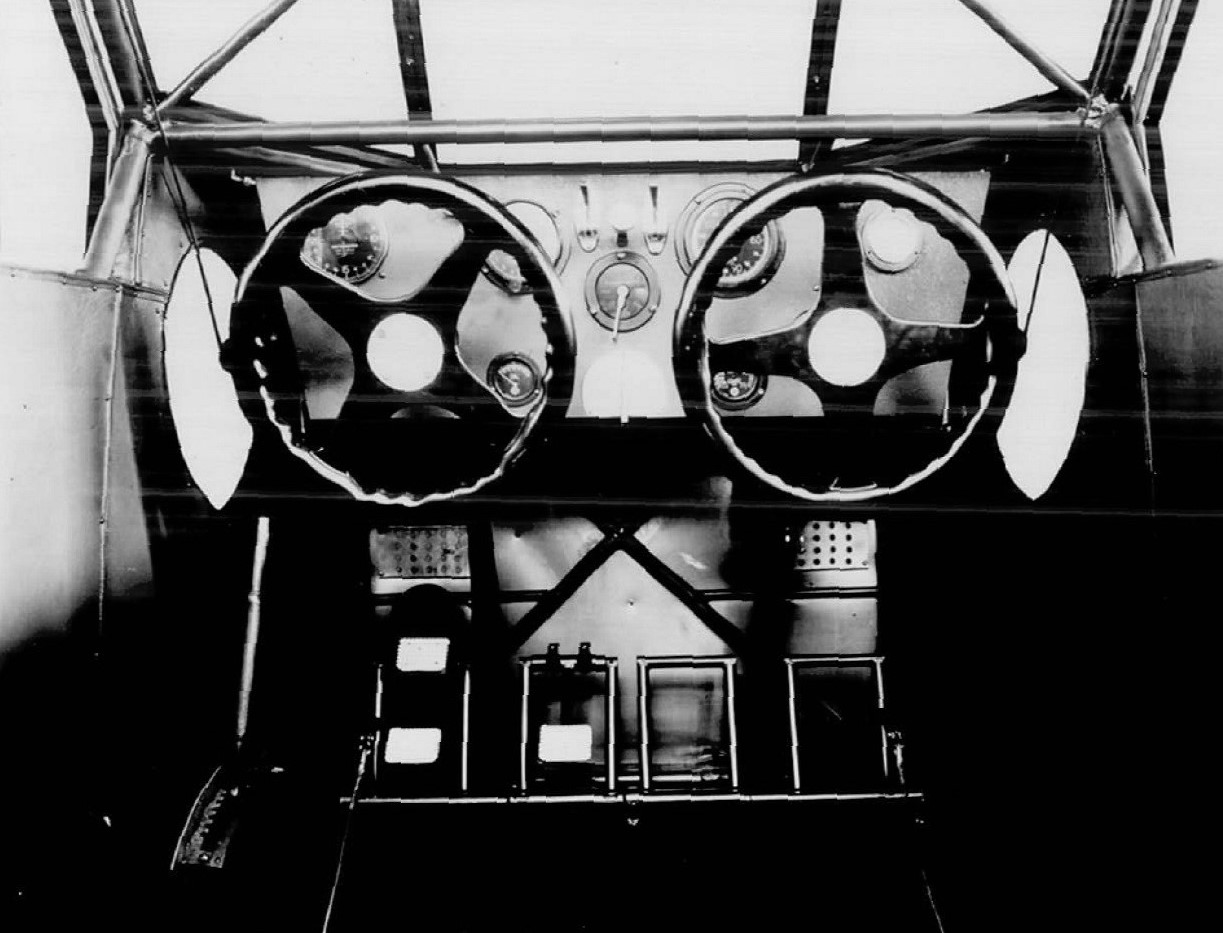
Cockpit einer baugleichen SM-1

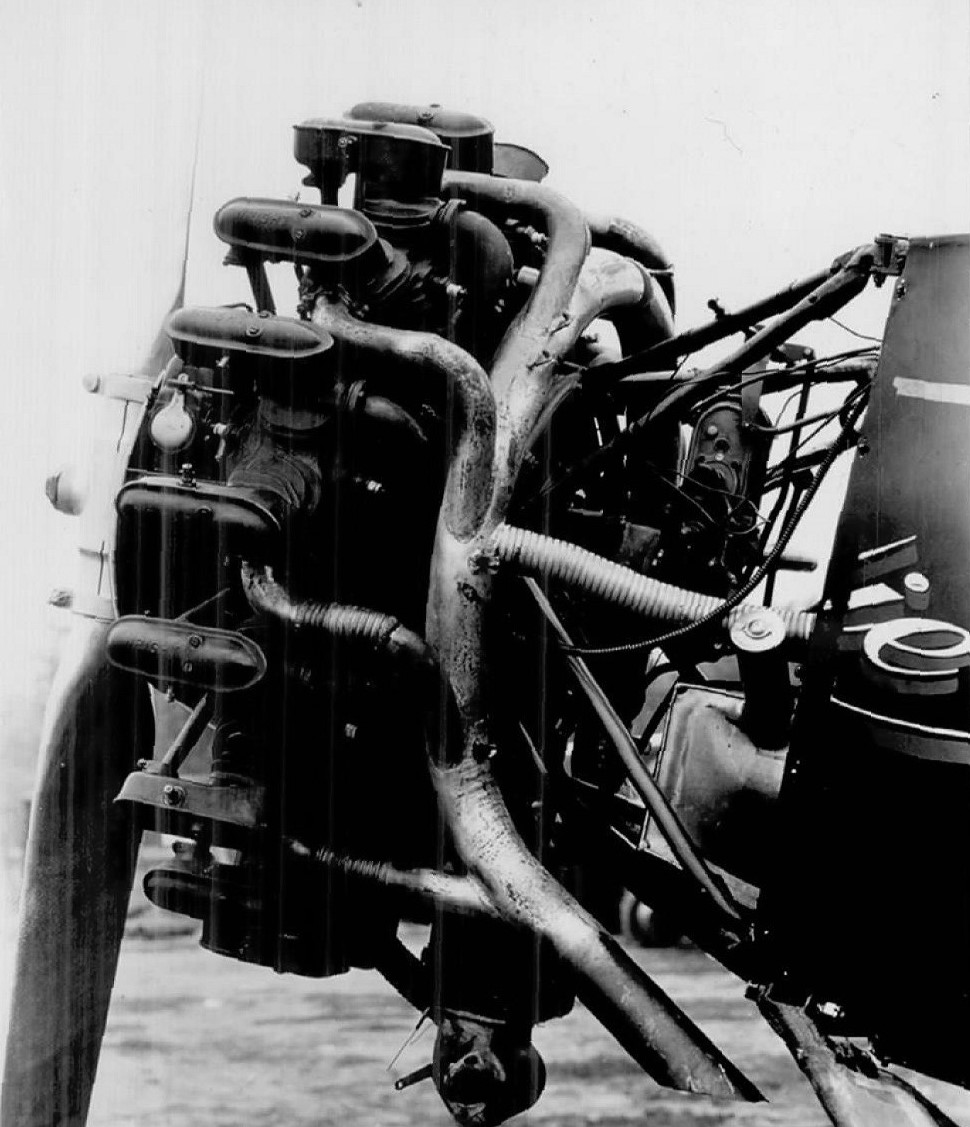
Motor einer SM-1

Am 14. Dezember 1922 erwarb Elsie Mackay ihre Pilotenlizenz, nachdem sie eine Ausbildung an der renommierten De Havilland School of Flying gemacht hatte. Sie war vermutlich nach Dulcibella Atkey die zweite Britin seit dem Ersten Weltkrieg, die den Pilotenschein erwarb, auf jeden Fall die erste Schottin. Ihr Fluglehrer war der britische Luftfahrtpionier Alan Cobham. Bei einem ihrer ersten Flüge als Passagierin führte der Pilot, Capt. E. C. D. Herne, auf ihre Aufforderung hin einen Außenlooping aus. Während des Manövers riss ihr Sicherheitsgurt, aber sie hielt sich an den Spanndrähten der Tragfläche fest, während ihr Körper aus dem Sitz hing. Anschließend hatte sie Schnitte an den Händen, die bis auf die Knochen gingen. 1925 wurde sie in den Beirat der Air League gewählt. Mit ihrem Avro-Doppeldecker wurde sie zu einem gewohnten Anblick am Himmel von South Ayrshire und Wigtownshire.
Wenige Monate nach dem historischen Flug von Charles Lindbergh im Mai 1927 beschloss Elsie Mackay, die erste Frau zu sein, die mit einem Flugzeug den Atlantik überquert. Erst im September 1927 war die Britin Anne Löwenstein-Wertheim bei ihrem Versuch mit ihrer zweiköpfigen Mannschaft verschollen. Im Oktober 1927 lud Elsie Mackay den Piloten Captain Walter Hinchliffe 1927 ins Ritz in London, um ihn zu überreden, mit ihr gemeinsam in einem Flugzeug den Atlantik zu überqueren. Hinchliffe war ein populäres Flieger-As des Ersten Weltkriegs, der bei einem Angriff im Krieg das linke Auge verloren hatte. Obwohl sich Hinchliffe ablehnend über Frauen im Cockpit geäußert hatte, gelang es ihr, ihn zu überzeugen, mutmaßlich mit der Zusage, ihn großzügig zu entlohnen. Sie sicherte ihm ein monatliches Gehalt von £ 80 zu (was in etwa dem Vierfachen eines durchschnittlichen Gehaltes entsprach) und dass er auf ihre Kosten in die USA reisen dürfe, um das passende Flugzeug zu erwerben. Zudem versprach sie ihm, eine Risiko-Lebensversicherung über £ 10.000 zu Gunsten seiner Ehefrau abzuschließen, Preisgelder für den Atlantikflug dürfe er behalten. In einem ihrer letzten Briefe an eine Freundin schrieb sie, dass sie das Wagnis für „Britannien und die britische Luftfahrt“ eingehe; ihr Ziel sei, mit dem Flugzeug zurückzukehren und im Hyde Park zu landen: „I know we will get there.“
Hinchliffe wählte eine Stinson Detroiter SM-1, die den Namen Endeavour (Bestrebung) erhielt. Die Maschine wurde mit der Aquitania verschifft und nach Brooklands, einer Motorsport-Rennstrecke in Weybridge, Surrey, geliefert, die auch als Flughafen diente. Sie war ein Eindecker mit schwarzem Rumpf, deren Flügel goldene Spitzen hatten. Angetrieben wurde sie von einem neunzylindrigen Wright-Motor, mit dem sie eine Geschwindigkeit von 84 Meilen pro Stunde erreichte. Alle Beteiligten wurden verpflichtet zu schweigen. Ihre Eltern sollten nichts von dem Vorhaben erfahren, da sie ihnen versprochen hatte, ihren Plan nicht in die Tat umzusetzen. Nachdem es Gerüchte gab, dass Hinchliffe eine Atlantiküberquerung plane, wurde dieser von Reportern verfolgt, was ihn und Elsie Mackay zu verschiedenen Versteckspielen zwang. Anfang März 1928 fand die Daily Express heraus, dass die Atlantik-Überquerung konkrete Formen annahm; Elsie Mackay soll der Zeitung mit rechtlichen Schritten gedroht haben, falls sie etwas darüber veröffentliche.
Elsie Mackay wollte ihren Flug heimlich starten, während sich ihre Eltern in Ägypten aufhielten. Wegen dieser Reise wollte Mackay den Flug auch nicht später ins Jahr verschieben, obwohl sie gewarnt wurde, dass im März das Wetter dafür zu schlecht sei. Am 8. März 1928 begaben sich Lord und Lady Inchcape auf der von Elsie ausgestatteten Ranchi auf ihre Reise nach Ägypten, mit ihnen an Bord befanden sich Prinzessin Mary, die Tochter König Georgs V., und deren Ehemann Henry Lascelles. Elsie hatte die Kabine der Prinzessin, mit der sie befreundet war, speziell für sie in Grün und Gold gestaltet. Auch um ihre Absichten zu verschleiern, verabschiedete Elsie Mackay ihre Eltern bei ihrer Abreise von Victoria Station in London; da Mitglieder der königlichen Familie mitreisten, berichteten die Zeitungen über dieses gesellschaftliche Ereignis. In einem Interview mit der New York Times im Rahmen dieser Verabschiedung beteuerte sie erneut, dass sie ihr Vorhaben eines Atlantikfluges nicht weiter verfolge.
Eine knappe Woche später, am 13. März, startete die Endeavour um 08:30 Uhr mit Elsie Mackay und Walter Hinchliffe an Bord vom Militärflugplatz RAF Cranwell (Lincolnshire) aus, ohne Aufsehen zu erregen, da Hinchliffe nur zwei Freunde eingeweiht hatte, dass Elsie mitfliegen würde. Wegen schlechten Wetters hatte das Vorhaben mehrfach von einem Tag zum nächsten verschoben werden müssen. Das Luftfahrtministerium hatte sein Einverständnis gegeben, ohne allerdings über die Co-Pilotin und das genaue Reiseziel informiert zu sein. Elsie Mackay gab ihren Namen mit Gordon Sinclair an; dies war der Name eines der beiden Freunde von Hinchliffe. Bis zuletzt glaubte das Personal vor Ort, dieser würde mitfliegen, und nicht Mackay. Rund fünf Stunden nach dem Start der Endeavour beobachtete der Leuchtturmwärter von Mizen Head das Flugzeug an der Küste südwestlich von Cork in Irland. Die Besatzung eines französischen Schiffes berichtete später, das Flugzeug auf dem richtigen Kurs Richtung Neufundland gesichtet zu haben. Anschließend fehlen jegliche Nachrichten von Elsie Mackay und Walter Hinchliffe.
Rund 5000 Menschen warteten vergeblich auf ihre Ankunft in Mitchel Field, Long Island; die Leitung des Flughafens, die von einem Freund von Hinchliffe über den Flug informiert worden war, ordnete an, noch nach 24 Stunden die Landungsscheinwerfer angeschaltet zu lassen. Am 19. März wurde die Suche eingestellt, und das Flugzeug mit Mackay und Hinchliffe blieb verschollen. Insbesondere das Verschwinden des Kriegshelden Hinchliffe sorgte weltweit für Schlagzeilen. Im August gab es Zeitungsmeldungen von einer vermeintlichen Flaschenpost, die man an der Küste von Wales gefunden habe mit der Nachricht: „Lebt wohl! Elsie Mackay und Hinchliffe, niedergegangen in Nebel und Sturm“, die sich allerdings als Fälschung herausstellte. Acht Monate später wurde ein Teil des Fahrgestells der Endeavour mit identifizierbarer Seriennummer an der Nordwestküste von Irland angespült.
Von Mai 1927 bis März 1928 sollen insgesamt 17 Menschen in sieben Flugzeugen bei Versuchen, den Atlantik zu überqueren, ums Leben gekommen sein.

### Nachspiel
Elsie Mackay hinterließ nach Recherchen von Journalisten ein Vermögen von £ 682.517, ein Erbteil, den ihr Vater ihr ausbezahlt hatte. Die Familie von Hinchliffe – Ehefrau Emilie und zwei kleine Töchter – verfügte nach dem Verschwinden des Vaters über etwas mehr als £ 22.
In den folgenden Monaten beherrschten die Spekulationen über die Umstände des Fluges, über das Verschwinden von Mackay und Hinchliffe sowie über die finanzielle Situation von Emilie Hinchliffe die Zeitungen. Es ging sogar das Gerücht, Mackay und Hinchliffe hätten den Flug gar nicht angetreten, sondern seien verschwunden, um miteinander ein neues Leben zu beginnen.
Es stellte sich heraus, dass Elsie Mackay die Versicherung für Hinchliffe nicht ordnungsgemäß abgeschlossen hatte (nach ihrem Tod traf ein Brief der Versicherung mit Nachfragen ein), so dass diese nicht zahlte. Anfang Juli 1928 ließ Lord Inchcape verlauten, dass er £ 500.000 aus dem Vermögen seiner Tochter dem britischen Staat überlasse. Es solle 50 Jahre festgelegt werden, um dann damit die Schulden des Landes zu mindern (1976, ein Jahr vor seiner Auszahlung, war der Elsie Mackay Fund £ 5 Millionen wert). Winston Churchill würdigte diese Stiftung als „Akt von Patriotismus“. Die Witwe von Hinchliffe wurde nicht erwähnt.
Erst Ende Juli, nachdem von der britischen Presse Druck gemacht worden war, gab es eine erneute Bekanntmachung: Churchill verkündete vor dem House of Commons die Stiftung des Elsie Mackay Fund, mit dem Zusatz, dass dem Schatzkanzler eine weitere Summe aus dem Privatvermögen von Lord Inchcape in Höhe von £ 10.000 übergeben worden sei, die der Minister in „absoluter Diskretion“ dazu nutzen solle, um „Beschwerden“ aus der Welt zu schaffen, im Klartext: Das Geld war für Emilie Hinchliffe bestimmt. Inchcape weigerte sich Zeit seines Lebens, mit der Witwe von Hinchliffe zusammenzutreffen, offenbar, weil er ihrem Mann die Schuld an Elsies Tod gab. Emilie Hinchliffe versuchte, sich mit Hilfe von Parapsychologie Gewissheit über das Schicksal ihres Mannes zu erlangen. Als sie 1931 das Buch The Return of Captain W.G.R. Hinchliffe veröffentlichte, wurde ihr untersagt, Elsies Namen zu erwähnen.
Zehn Jahre nach Elsie Mackays Verschwinden behauptete ihr Ex-Ehemann Dennis Wyndham, dass sie noch lebe. Sie habe sich als Mechaniker verkleidet, das Flugzeug verlassen und lebe nun in Peru. Ein Offizier von P&O habe von einer seltsamen Britin in der Nähe von Lima gehört. Er habe sie besucht, um ihr seine Hilfe anzubieten. Die Frau habe jedoch ihr Haus nicht verlassen, und er habe sie lediglich durch ein Fenster gesehen, aber Elsie Mackay erkannt. Er, so Wyndham, habe schon immer gewusst, dass seine Ex-Frau noch lebe. Elsie Mackays Biographin Jayne Baldwin vertritt die Ansicht, diese Geschichte sage weniger über reale Geschehnisse aus als über die offenbar mäßig verlaufende Schauspielkarriere von Wyndham, der nochmals in die Schlagzeilen gelangen wollte.
Heute befindet sich in Glenapp Castle ein Luxushotel. Als die neuen Inhaber verschließbare Tore anbrachten, wurden sie – so wird kolportiert – von einem Bewohner des Ortes gebeten, diese nicht zu verschließen: „The gates should never be closed until Elsie comes back.“

## Erinnerung

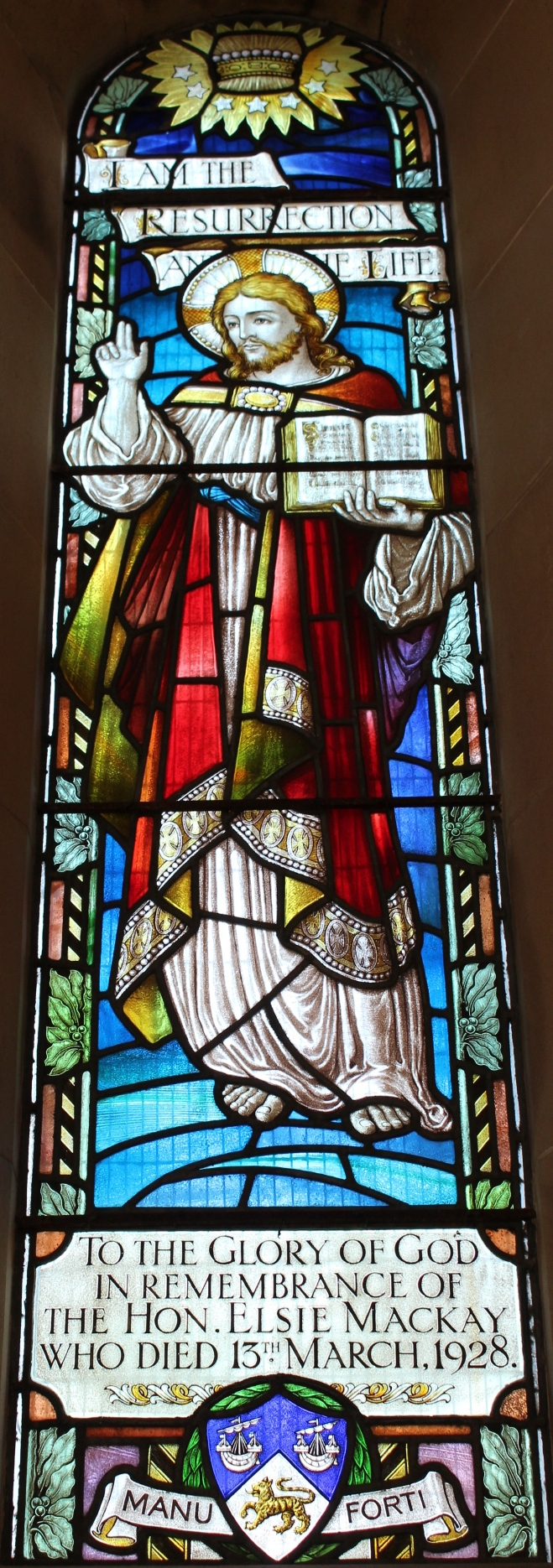
Kirchenfenster der Glenapp Church

An Elsie Mackay erinnert ein Glasfenster im Chor der Kirche von Glenapp in Ballantrae, Ayrshire, wo ihre Familie das Schloss besaß. Ihre Eltern ließen dieses Fenster sowie einen Glockenturm anbringen und die Kirche verschönern. Auf der anderen Seite des Tals ließen sie Rhododendren pflanzen, die Elsies Namen formten und inzwischen so überwachsen sind, dass der Name kaum noch erkennbar ist. Im kanadischen Gander wurde eine Straße nach ihr benannt.

## Filmografie
Auftritte als Poppy Wyndham:
- A Great Coup (1919)
- Snow in the Desert (1919)
- Many a Slip (1919)
- Nothing But the Truth (1920)
- A Dead Certainty (1920)
- The Town of Crooked Ways (1920)
- The Tidal Wave (1920)
- A Son of David (1920)